# Jarosław Świderski
Jarosław Witold Świderski (ur. 16 września 1935 w Brześciu nad Bugiem, zm. 25 stycznia 2021) – polski elektronik, prof. dr hab. inż., działacz ewangelicki, wieloletni członek władz Kościoła Ewangelicko-Reformowanego w Polsce.

## Życiorys

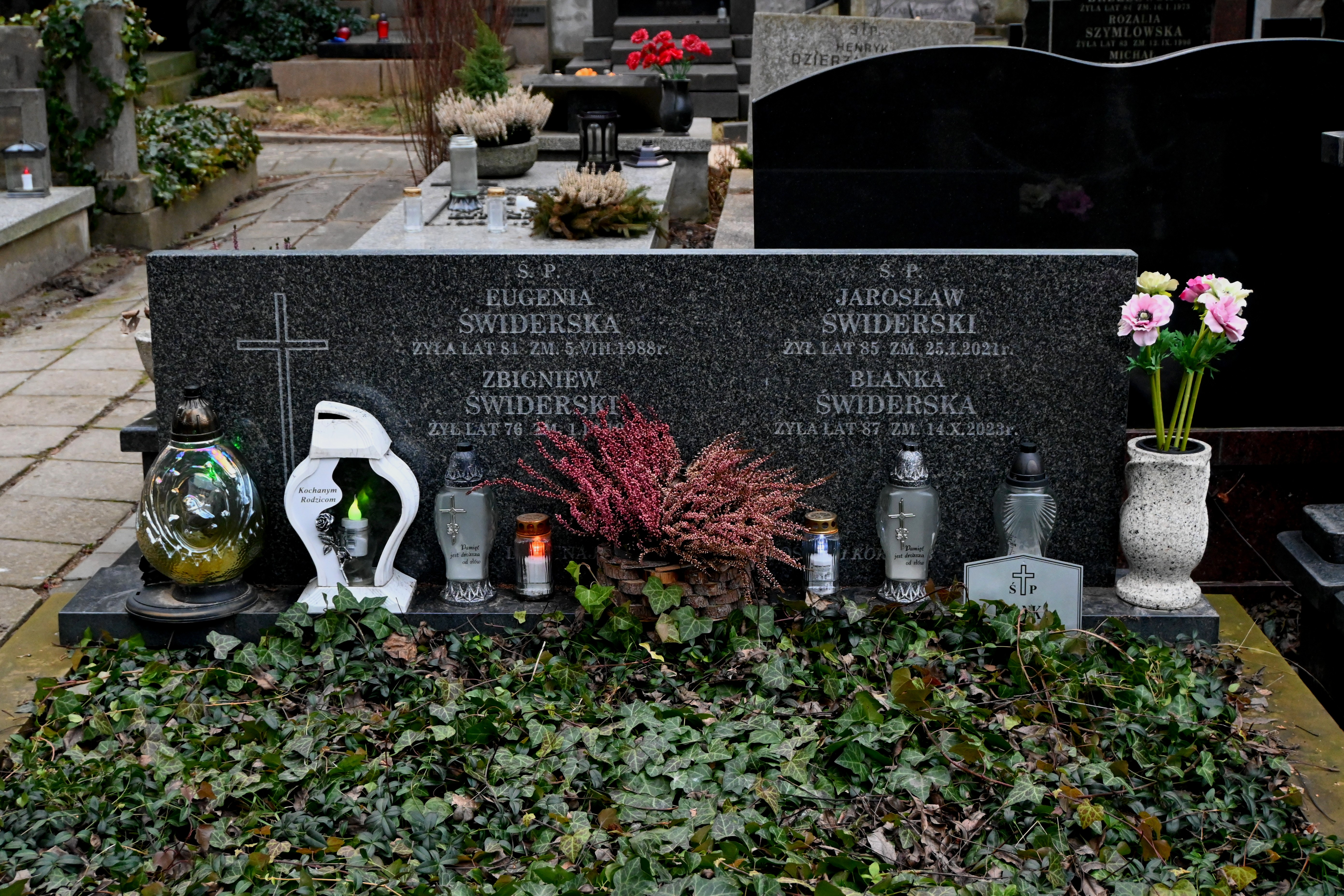
Grób prof. Jarosława Świderskiego na Cmentarzu ewangelicko-reformowanym w Warszawie

Pochodził z Kresów. Po II wojnie światowej osiadł w Warszawie. Był absolwentem Wydziału Łączności Politechniki Warszawskiej. W 1974 uzyskał tytuł profesora. Specjalizował się w materiałach półprzewodnikowych i technologii elektronowej. Był współtwórcą Instytutu Technologii Elektronowej w Warszawie.
Jarosław Świderski był prezesem Konsystorza i Synodu Kościoła Ewangelicko-Reformowanego w Polsce, członkiem Kolegium Kościelnego parafii warszawskiej. Brał udział w tworzeniu Prawa Wewnętrznego Kościoła Ewangelicko-Reformowanego w RP. Należał do współzałożycieli Forum Inteligencji Ewangelickiej, a następnie Forum Ewangelickiego. Był felietonistą Jednoty. Został pochowany na Cmentarzu Ewangelicko-Reformowanym przy ul. Żytniej w Warszawie (kwatera 7-4-1).